# 西尾鐵也
西尾鐵也（1968年6月23日—）是日本的動畫師。男性，愛知縣出身，血型是A型。
東京設計家學院名古屋校畢業後，活躍於動畫界。自畫像是個短髮的少女，雖然本人是男性，自畫像在《人狼 JIN-ROH》的登場演出恐怖主義者「阿川七生」，被製成模型，愛好者稱作少女。
和動畫公司Production I.G經常合作。在I.G網頁及電視節目中發表的繪圖專欄也受到好評，在採訪中展現出坦率但是帶有男子氣概的人品也十分受歡迎。
《忍空》、《機動警察迷你版》（ミニパト）的op原畫、動畫都是出於西尾之手，後者還傳出自己一個人進行了將近全部作畫工作的佳話。在《mini patrol》的採訪中問到這件事時，西尾說是用著做佛經手抄本的心情來繪製的。

## 人物設計

### 電視動畫 / OVA
- 攻殼機動隊 S.A.C. 2nd GIG
- 火影忍者
- 火影忍者疾風傳
- 忍空
- 花园里的吸血鬼

### 電影
- 大興奮！三日月島上的動物騷亂！
- 大激突！夢幻的地底遺跡
- 雪姬忍法帖
- 火影忍者疾風傳劇場版（2007年）
- 人狼 JIN-ROH
- NINKU -忍空-
- 機動警察 第1話
- 機動警察 第2話
- 機動警察 第3話

### 活動
- 忍空

## 繪本
- 機動警察 第2話
- 御伽草子 原畫及二期動畫製作
- 超能野球紅不讓 （寫實電視劇）原畫及後製

## 作畫監督

### 電視動畫
- NINKU -忍空-
- 攻殻機動隊 S.A.C. 2nd GIG

### 動畫電影
- 攻殼機動隊2 INNOCENCE
- 人狼 JIN-ROH
- 空中殺手（2008年上映，押井守導演）
- 電影版《火影忍者》大激突！夢幻的地底遺跡
- NINKU -忍空-
- 幽遊白書

### 活動
- 忍空

### 遊戲
- 美少女戰士

## 作畫監督協力
- 血戰：最後的吸血鬼（BLOOD THE LAST VAMPIRE）

## 原畫

### 電視動畫
- 劍道小子弊傢伙 （おれは直角）
- 少年アシベ
- テイルズオブエターニア THE ANIMATION活動動畫
- 他與她的事情，台灣譯作《男女蹺蹺板》活動動畫
- 麻辣教師GTO活動動畫
- 熱鬥小馬活動動畫
- 忍空
- 魔法小巫仙
- 丸出だめ夫
- メダロット
- 黑色推銷員
- 八百八町裏表 化粧師
- 幽☆遊☆白書
- 妄想代理人
- 攻殻機動隊 S.A.C. 2nd GIG
- 火影忍者
- The Sky Crawlers
- 守護者系列
- 風人物語活動動畫
- 武器種族傳說活動動畫
- 交響詩篇活動動畫

### OVA
- 八犬傳
- .hack
- FLCL

### 動畫電影
- 星際牛仔活動動畫
- 人狼 JIN-ROH
- 機動警察迷你版 第1話
- 機動警察迷你版 第2話
- 機動警察迷你版 第3話
- 千年女優
- 貓的報恩
- 幽☆遊☆白書
- 蒸汽男孩
- 雪姬忍法帖
- 火影忍者疾風傳劇場版（ED題字）
- 大激突！夢幻的地底遺跡
- 地海戰記

### 活動
- Virtua Fighter
- space station No.9（宣傳影片）

### 遊戲
- 召喚夜想曲2
- 波波羅克洛伊斯物語II
- 狂野歷險3
- 機動警察迷你版（PSP）

## 動畫

### 電視動畫
- 忍空（所有的原畫都是西尾一個人包辨）
- 幽☆遊☆白書片頭片尾動畫
- 松君
- 人間椅子（平成天才バカボン）
- 櫻桃小丸子（動畫品管）

## 佈置檢查
- 人狼 JIN-ROH

## 插圖及專欄
- 《來自狗的信系列》同人誌（插圖、漫畫、採訪等）